# Wisques
Wisques est une commune française située dans le département du Pas-de-Calais en région Hauts-de-France.
La commune fait partie de la communauté de communes du Pays de Lumbres qui regroupe 36 communes et compte 24 187 habitants en 2021.
Ce petit village a la particularité d'abriter deux abbayes bénédictines, l'une masculine, l'autre féminine.
Le territoire de la commune est situé dans le parc naturel régional des Caps et Marais d'Opale.

## Géographie

### Localisation
Localisée dans le nord-est du département du Pas-de-Calais, Wisques est une commune située, à vol d'oiseau, à 5 km au sud-ouest de la commune de Saint-Omer (chef-lieu d'arrondissement).
Le territoire de la commune est limitrophe de ceux de sept communes.
Les communes limitrophes sont Esquerdes, Hallines, Leulinghem, Longuenesse, Setques, Wizernes et Saint-Martin-lez-Tatinghem.

### Géologie et relief
La superficie de la commune est de 3,74 km2 ; son altitude varie de 59  à   127 mètres.

### Hydrographie
La commune est située dans le bassin Artois-Picardie. Elle n'est drainée par aucun cours d'eau,.

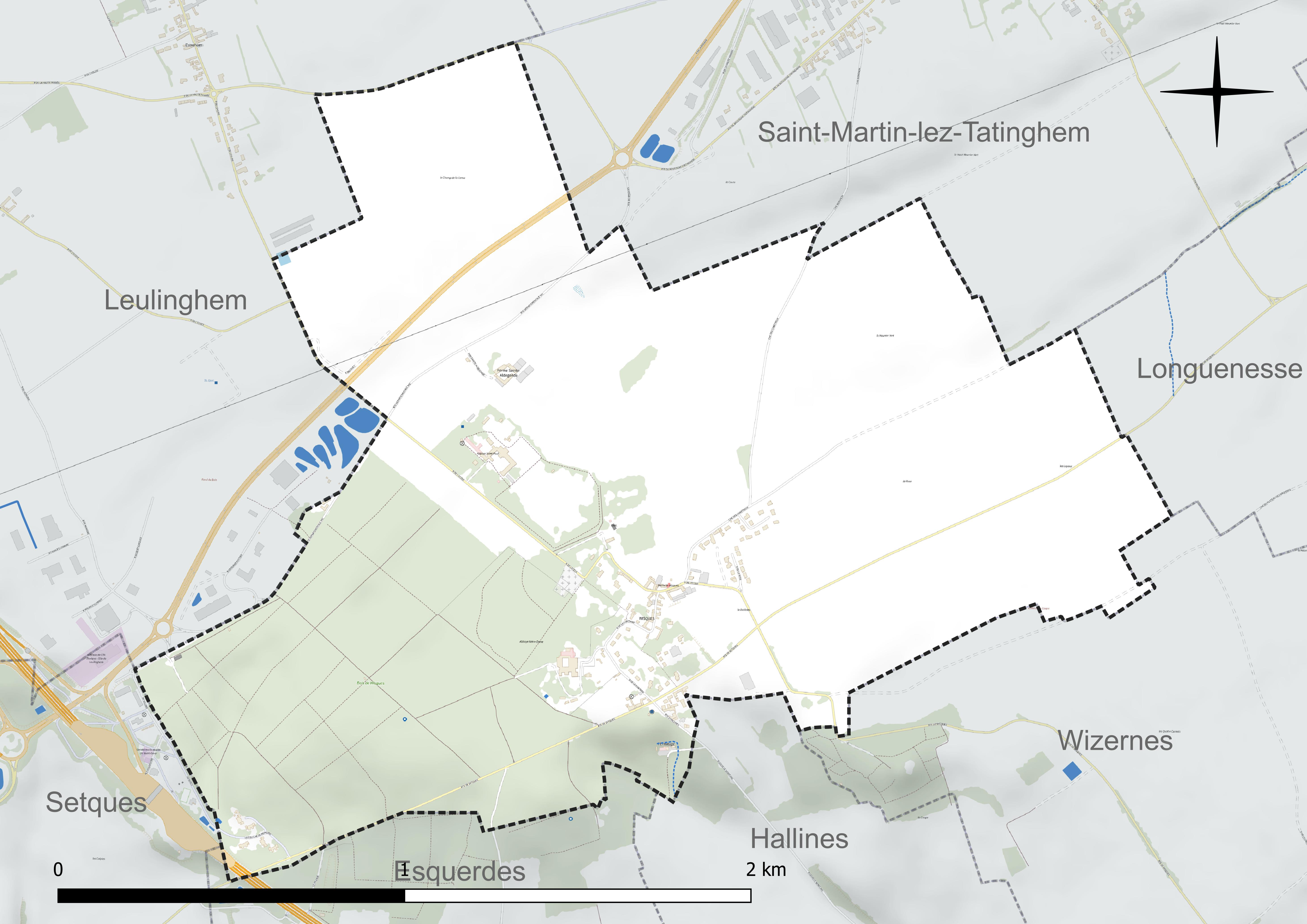
Réseau hydrographique de Wisques.

### Climat
Pour des articles plus généraux, voir Climat des Hauts-de-France et Climat du Pas-de-Calais.
En 2010, le climat de la commune est de type climat océanique franc, selon une étude du CNRS s'appuyant sur une série de données couvrant la période 1971-2000. En 2020, Météo-France publie une typologie des climats de la France métropolitaine dans laquelle la commune est exposée à un climat océanique et est dans la région climatique Côtes de la Manche orientale, caractérisée par un faible ensoleillement (1 550 h/an) ; forte humidité de l'air (plus de 20 h/jour avec humidité relative > 80 % en hiver), vents forts fréquents.
Pour la période 1971-2000, la température annuelle moyenne est de 10,1 °C, avec une amplitude thermique annuelle de 13,1 °C. Le cumul annuel moyen de précipitations est de 888 mm, avec 13,1 jours de précipitations en janvier et 8,4 jours en juillet. Pour la période 1991-2020, la température moyenne annuelle observée sur la station météorologique la plus proche, située sur la commune de Watten à 12 km à vol d'oiseau, est de 11,3 °C et le cumul annuel moyen de précipitations est de 822,8 mm,. Pour l'avenir, les paramètres climatiques de la commune estimés pour 2050 selon différents scénarios d'émission de gaz à effet de serre sont consultables sur un site dédié publié par Météo-France en novembre 2022.

### Milieux naturels et biodiversité

#### Espace protégé
La protection réglementaire est le mode d'intervention le plus fort pour préserver des espaces naturels remarquables et leur biodiversité associée.
Dans ce cadre, la commune fait partie d'un espace protégé : le parc naturel régional des Caps et Marais d'Opale, d'une superficie de 132 499 hectares réparties sur 154 communes, géré par le syndicat mixte d'aménagement et de gestion du parc naturel régional des Caps et Marais d'Opale.

#### Zones naturelles d'intérêt écologique, faunistique et floristique
L'inventaire des zones naturelles d'intérêt écologique, faunistique et floristique (ZNIEFF) a pour objectif de réaliser une couverture des zones les plus intéressantes sur le plan écologique, essentiellement dans la perspective d'améliorer la connaissance du patrimoine naturel national et de fournir aux différents décideurs un outil d'aide à la prise en compte de l'environnement dans l'aménagement du territoire.
Le territoire communal comprend une ZNIEFF de type 1 : le bois et landes de Wisques, d'une superficie de 175 hectares et d'une altitude variant de 89  à   126 mètres. Cette ZNIEFF est située entre les communes de Setques et de Wisques et appartient au complexe écologique de la moyenne vallée de l'Aa et ses versants.
Et une ZNIEFF de type 2 : la moyenne vallée de l'Aa et ses versants entre Remilly-Wirquin et Wizernes. La moyenne vallée de l'Aa et ses versants représentent un remarquable ensemble écologique associant des habitats très différents constituant des complexes de végétations souvent complémentaires.

Carte des ZNIEFF de type 1 et 2 sur la commune
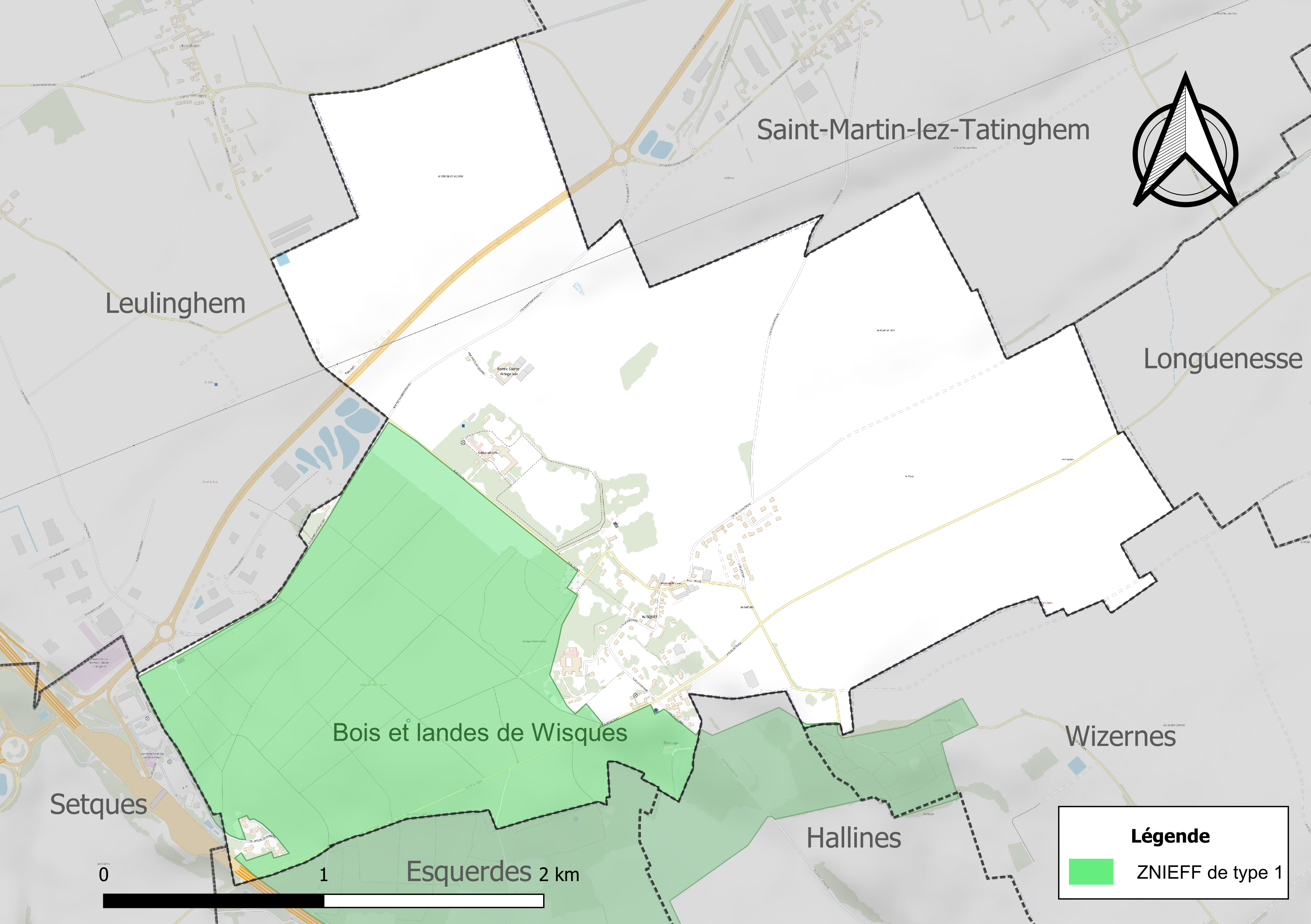
Carte de la ZNIEFF de type 1 sur la commune.
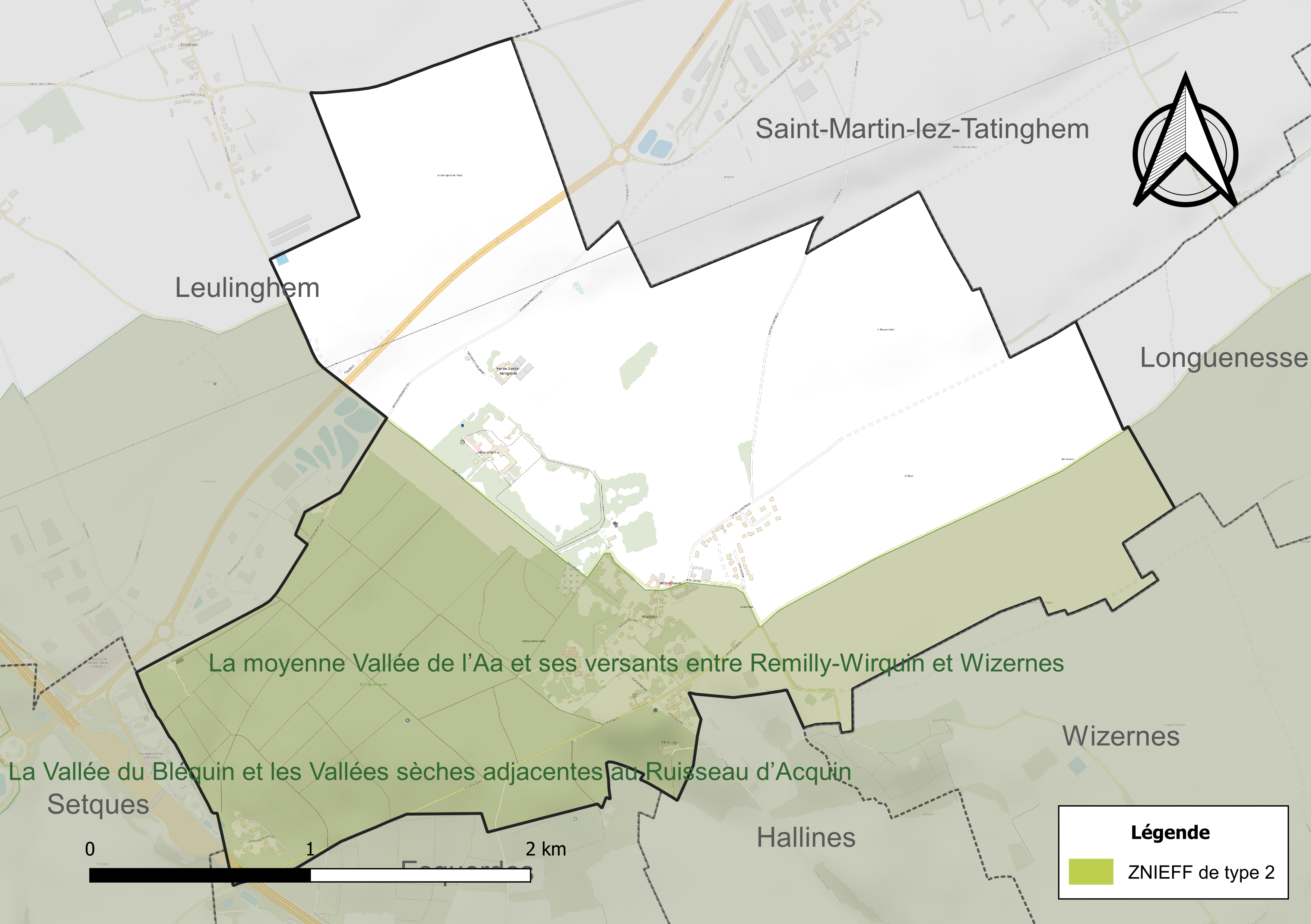
Carte de la ZNIEFF de type 2 sur la commune.

## Urbanisme

### Typologie
Au 1er janvier 2024, Wisques est catégorisée commune rurale à habitat dispersé, selon la nouvelle grille communale de densité à sept niveaux définie par l'Insee en 2022.
Elle est située hors unité urbaine. Par ailleurs la commune fait partie de l'aire d'attraction de Saint-Omer, dont elle est une commune de la couronne,. Cette aire, qui regroupe 79 communes, est catégorisée dans les aires de 50 000 à moins de 200 000 habitants,.

### Occupation des sols
L'occupation des sols de la commune, telle qu'elle ressort de la base de données européenne d'occupation biophysique des sols Corine Land Cover (CLC), est marquée par l'importance des territoires agricoles (72,3 % en 2018), en diminution par rapport à 1990 (76,7 %). La répartition détaillée en 2018 est la suivante : 
terres arables (63,3 %), forêts (27 %), zones agricoles hétérogènes (9 %), zones industrielles ou commerciales et réseaux de communication (0,7 %). L'évolution de l'occupation des sols de la commune et de ses infrastructures peut être observée sur les différentes représentations cartographiques du territoire : la carte de Cassini (XVIIIe siècle), la carte d'état-major (1820-1866) et les cartes ou photos aériennes de l'IGN pour la période actuelle (1950 à aujourd'hui).

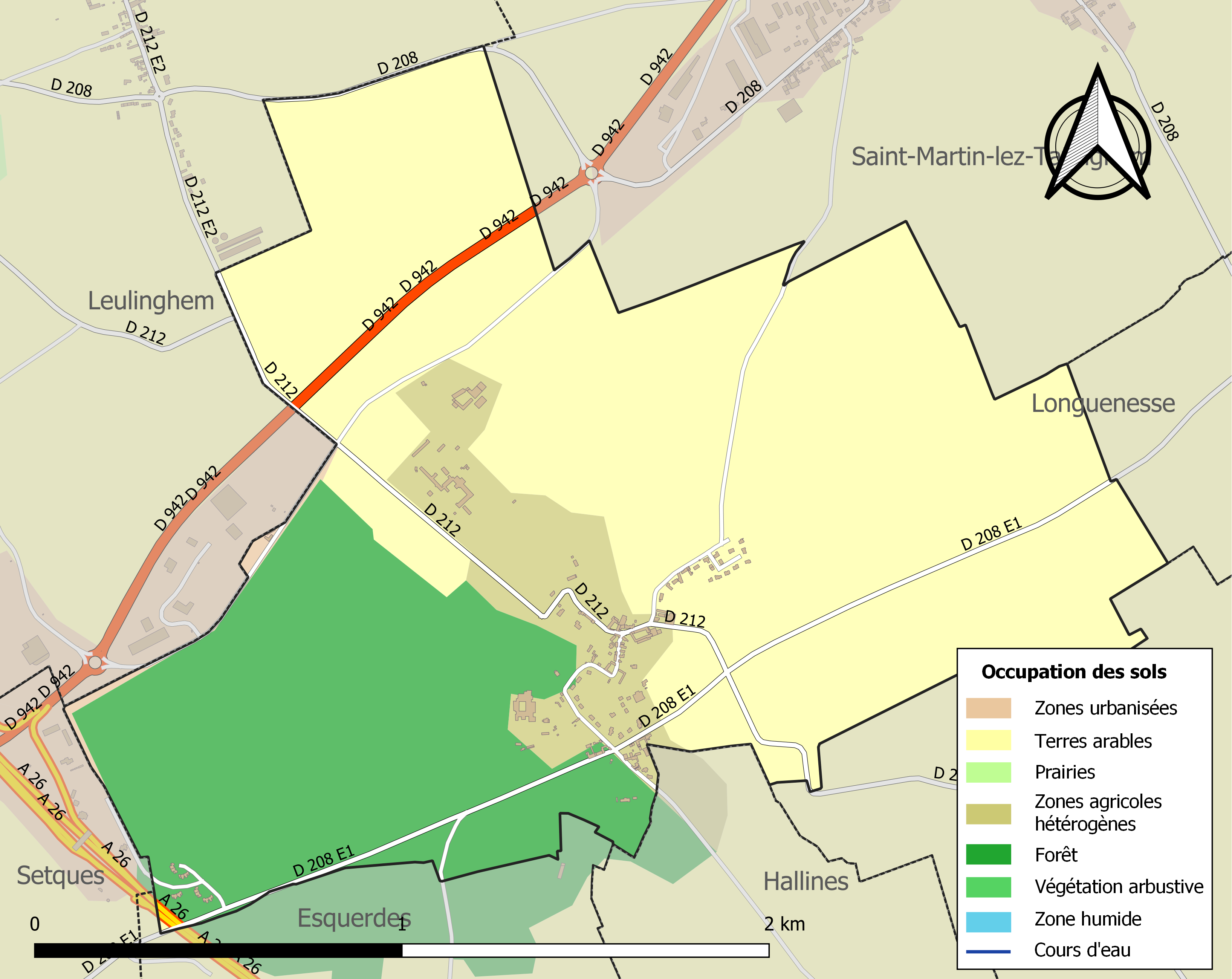
Carte des infrastructures et de l'occupation des sols de la commune en 2018 (CLC).

## Toponymie
Le nom de la localité est attesté sous les formes Wiciacus (648), Wiske (1139), Viscum (1159), Wisseca (1197), Wisseka (1227), Wisch (1303), Wisce (1304), Wisseke (1317), Viske (1327), Wiisch (1383), Wuisch (1399), Wisque (1405), Wisq (1600), Wisques l'Hermitage (XVIIIe siècle).
Viendrait de l'anthroponyme gallo-romain Vicius suivi du suffixe -acum « domaine (de) », devenu -esques sous l'influence germanique, donnant « le domaine de Vicius ».
Wizeke en flamand.

## Histoire
Maximilien-Joseph de Pan (1669-1739), écuyer, est seigneur de Wisques, Montigny (Montigny-en-Gohelle?). Fils de Maximilien, procureur du roi au bailliage de Saint-Omer, et de Marie-Marguerite d'Audenfort (Audenfort, hameau de Clerques), il est baptisé à Saint-Omer le 2 décembre 1669, devient avocat au Parlement de Paris, est nommé conseiller-secrétaire du roi en la chancellerie du conseil provincial d'Artois le 17 décembre 1712 et meurt à Saint-Omer le 8 mai 1739, à soixante-neuf ans. Il épouse Marie-Jeanne de Thilloy, puis le 21 mars 1728 à Saint-Omer Marie-Anne-Louise de Lencquesaing (1707-1791) (il a 58 ans et elle 21). Fille de François-Jean-Jacques, écuyer, seigneur de Laprée (sur Quiestède), mayeur d'Aire-sur-la-Lys, et de Marie-Louise de Rogier, elle est baptisée à Aire-sur-la-Lys le 6 juillet 1707 et meurt à Saint-Omer le 3 mai 1791, 83 ans, ayant été veuve pendant 52 ans.
Le 8 avril 1773, a été rendue une quittance de finance de 6 000 livres donnant le droit de jouir de la noblesse (noblesse concédée contre finances) à Maximilien-Louis-Joseph de Pan de Wisque et à son frère Joseph de Pan, fils de feu Maximilien-Joseph de Pan de Montigny.

## Politique et administration

### Découpage territorial
La commune se trouve dans l'arrondissement de Saint-Omer du département du Pas-de-Calais.

#### Commune et intercommunalités
La commune est membre de la communauté de communes du Pays de Lumbres.

#### Circonscriptions administratives
La commune est rattachée au canton de Lumbres.

#### Circonscriptions électorales
Pour l'élection des députés, la commune fait partie de la sixième circonscription du Pas-de-Calais.

### Élections municipales et communautaires

#### Liste des maires
| Période                                  | Période                     | Identité          | Étiquette | Qualité                                                                        |
| ---------------------------------------- | --------------------------- | ----------------- | --------- | ------------------------------------------------------------------------------ |
| Les données manquantes sont à compléter. |                             |                   |           |                                                                                |
| avant 1981                               | 1983                        | Charles Vandromme |           |                                                                                |
| mars 1983                                | 2006                        | Michel Biausque   | SE        | Mort en cours de mandat                                                        |
| avril 2006                               | En cours (au 16 avril 2022) | Gérard Wyckaert   |           | Cadre retraité Réélu pour le mandat 2014-2020, Réélu pour le mandat 2020-2026, |

## Population et société

### Démographie

#### Évolution démographique
L'évolution du nombre d'habitants est connue à travers les recensements de la population effectués dans la commune depuis 1793. Pour les communes de moins de 10 000 habitants, une enquête de recensement portant sur toute la population est réalisée tous les cinq ans, les populations de référence des années intermédiaires étant quant à elles estimées par interpolation ou extrapolation. Pour la commune, le premier recensement exhaustif entrant dans le cadre du nouveau dispositif a été réalisé en 2004.

En 2022, la commune comptait 223 habitants, en évolution de −2,62 % par rapport à 2016 (Pas-de-Calais : −0,72 %, France hors Mayotte : +2,11 %).
| 1793 | 1800 | 1806 | 1821 | 1831 | 1836 | 1841 | 1846 | 1851 |
| ---- | ---- | ---- | ---- | ---- | ---- | ---- | ---- | ---- |
| 132  | 150  | 162  | 188  | 171  | 165  | 178  | 197  | 165  |

| 1856 | 1861 | 1866 | 1872 | 1876 | 1881 | 1886 | 1891 | 1896 |
| ---- | ---- | ---- | ---- | ---- | ---- | ---- | ---- | ---- |
| 167  | 162  | 137  | 137  | 132  | 139  | 146  | 179  | 247  |

| 1901 | 1906 | 1911 | 1921 | 1926 | 1931 | 1936 | 1946 | 1954 |
| ---- | ---- | ---- | ---- | ---- | ---- | ---- | ---- | ---- |
| 201  | 132  | 167  | 220  | 228  | 263  | 290  | 269  | 270  |

| 1962 | 1968 | 1975 | 1982 | 1990 | 1999 | 2004 | 2006 | 2009 |
| ---- | ---- | ---- | ---- | ---- | ---- | ---- | ---- | ---- |
| 244  | 257  | 228  | 262  | 268  | 235  | 252  | 248  | 247  |

| 2014 | 2019 | 2022 | - | - | - | - | - | - |
| ---- | ---- | ---- | - | - | - | - | - | - |
| 231  | 220  | 223  | - | - | - | - | - | - |

#### Pyramide des âges
En 2018, le taux de personnes d'un âge inférieur à 30 ans s'élève à 27,2 %, soit en dessous de la moyenne départementale (36,7 %). À l'inverse, le taux de personnes d'âge supérieur à 60 ans est de 32,4 % la même année, alors qu'il est de 24,9 % au niveau départemental.
En 2018, la commune comptait 114 hommes pour 109 femmes, soit un taux de 51,12 % d'hommes, largement supérieur au taux départemental (48,50 %).
Les pyramides des âges de la commune et du département s'établissent comme suit.
| Hommes | Classe d’âge | Femmes |
| ------ | ------------ | ------ |
| 0,0    | 90 ou +      | 0,9    |
| 8,2    | 75-89 ans    | 6,5    |
| 23,3   | 60-74 ans    | 25,9   |
| 26,0   | 45-59 ans    | 29,6   |
| 14,3   | 30-44 ans    | 11,1   |
| 7,1    | 15-29 ans    | 16,7   |
| 21,2   | 0-14 ans     | 9,3    |

| Hommes | Classe d’âge | Femmes |
| ------ | ------------ | ------ |
| 0,5    | 90 ou +      | 1,6    |
| 5,6    | 75-89 ans    | 8,9    |
| 16,7   | 60-74 ans    | 18,1   |
| 20,2   | 45-59 ans    | 19,2   |
| 18,9   | 30-44 ans    | 18,1   |
| 18,2   | 15-29 ans    | 16,2   |
| 19,9   | 0-14 ans     | 17,9   |

## Culture locale et patrimoine

### Lieux et monuments

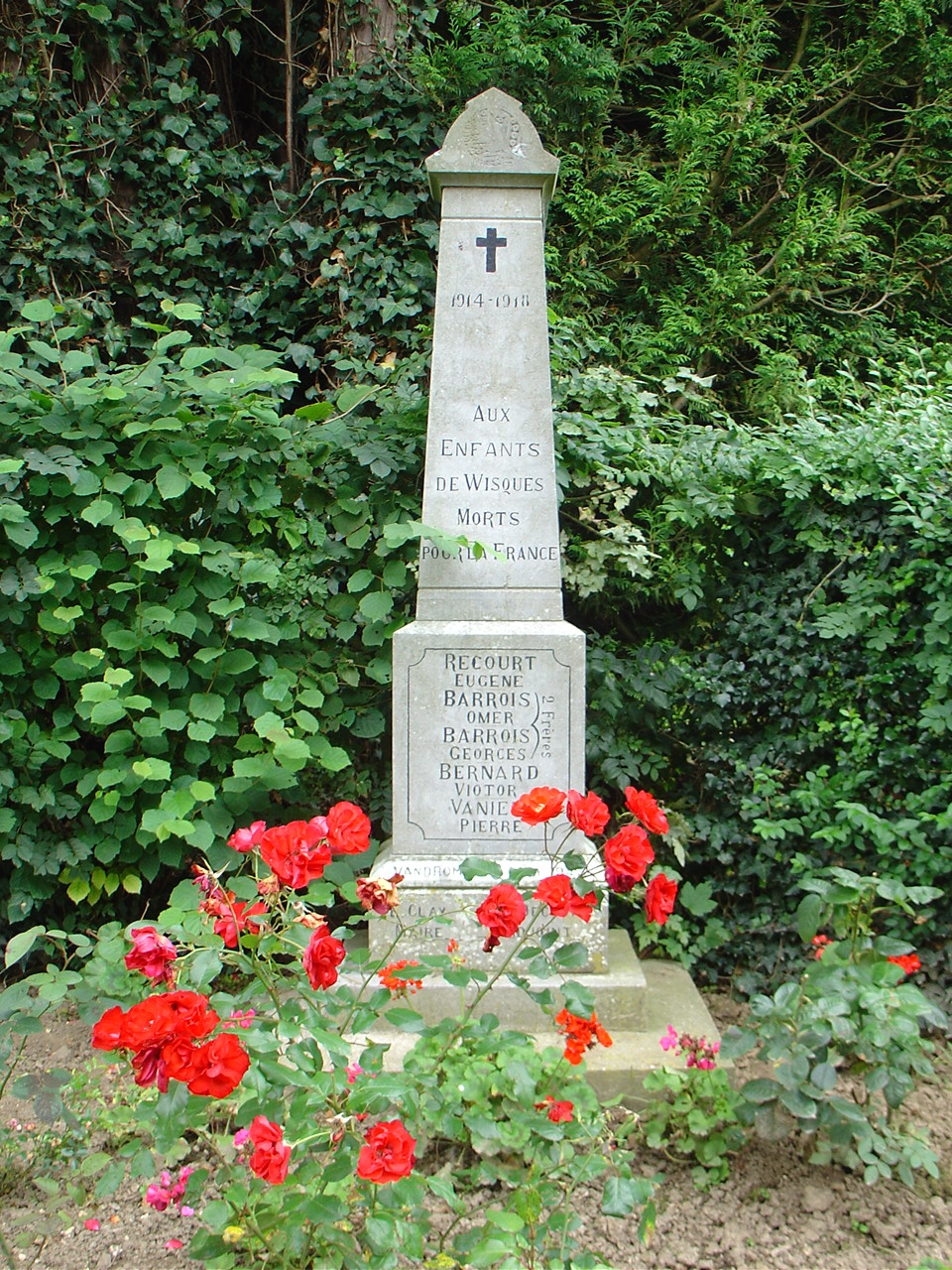
Le monument aux morts.

- Abbaye bénédictine Saint-Paul (masculine)
- Abbaye bénédictine Notre-Dame (féminine)
- Le monument aux morts.

#### Monuments historiques
Petit château : façades et toitures du petit château et de la chapelle (cad. À 129) inscrites aux monuments historiques par arrêté du 23 septembre 1977.

### Héraldique
| Blason de Wisques | Blason  | De sinople au chevron d'or accompagné de trois têtes de paon contournées du même.                                                                                         |
| Blason de Wisques | Détails | Armes parlantes, sculptées sur un des murs du château local, de la famille de Pan de Wisques, où la commune a décidé de contourner les têtes. Adopté par la municipalité. |

## Pour approfondir